# 学院 (韩国)

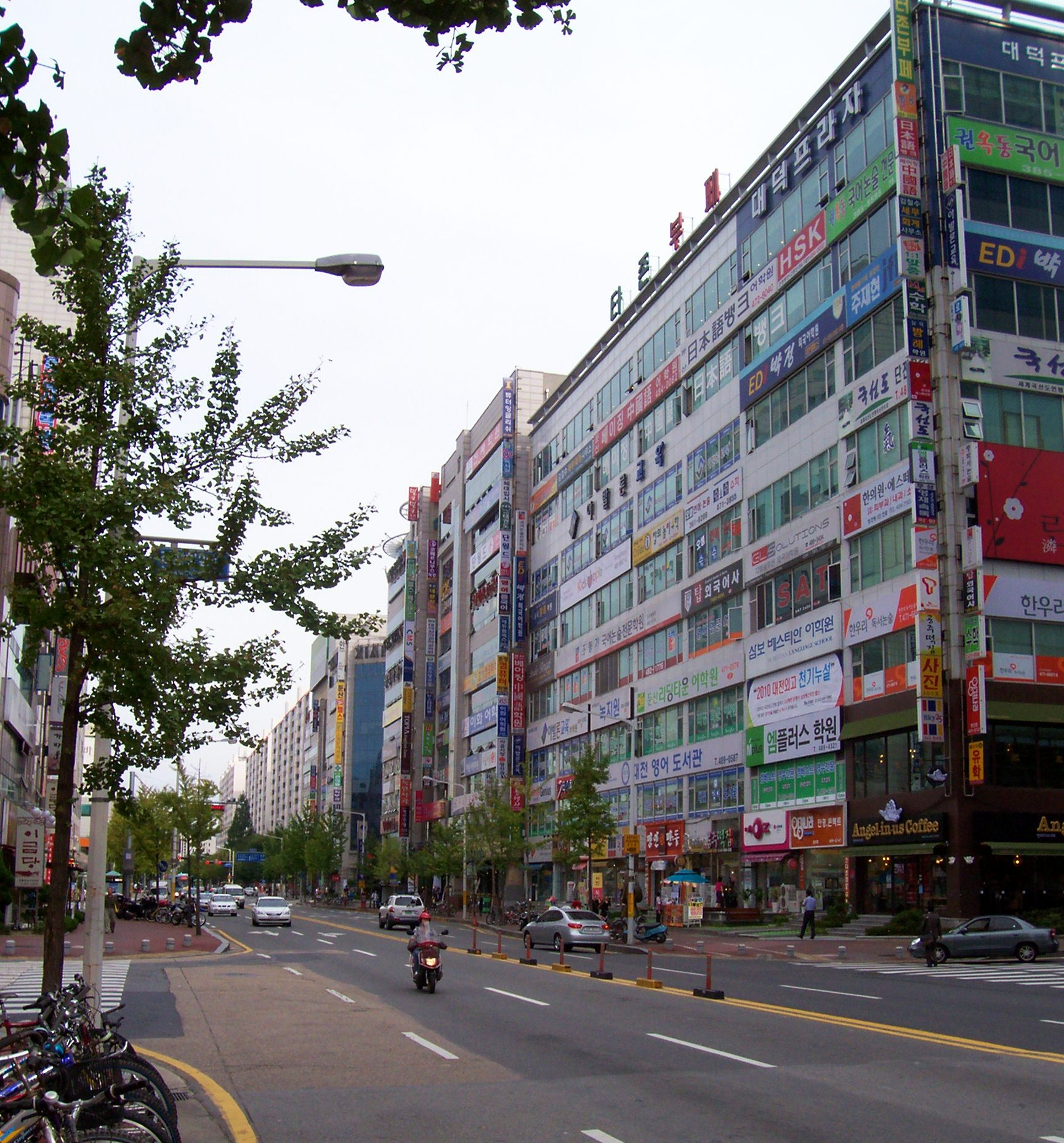
大田市一栋挂满学院招牌的大厦

学院（韓語：학원）是以盈利目的开办的私人学习机构，多为补习班，流行于韩国，一般用给学生提升考试成绩、跟上传统学校的教学进度、追上其他同学的成绩、学习学校没讲到的内容、准备大學修學能力試驗。大多数学生会上这类带有学科性质的学院，除极少数会参加钢琴、美术、游泳、跆拳道等非学科类学院。在朋友的带动下，部分学生会主动要求上补习班。另外也有给成年人开设的学院，譬如插花、驾驶培训、藝術、音樂、體育、職訓、電競、Hip Hop等類型。这个词有时也指韩裔美国人在美国开设的类似机构。
不同年龄的孩子都会上这类学院，特别是学龄前儿童。学科类学院一般开设数学、外语、科学、美术、音乐等课程，非学科类学院有空乘、职业玩家、嘻哈、练习生等类型，其中又以练习生最为抢手。部分成年人也会参加学科类学院，尤其是那些想學英语的人。
尽管大众普遍认为学院填补了公立学校系统无法填补的需求，也有一些人认为这些培训班造成韩国平民阶层与富裕阶层子女的起跑点不一致。
2008年，韩国已有7万多家学院，其中47%为高中入学考试开设。而根據2010年的數據，韓國有近75%的学生來過学院學習。根據2019年的數據，韓國學生整體補習比率為74.8%，其中中學生為71.4%，小學生為83.5%。每周的课外班上课平均时长为6.5小时。

## 历史沿革

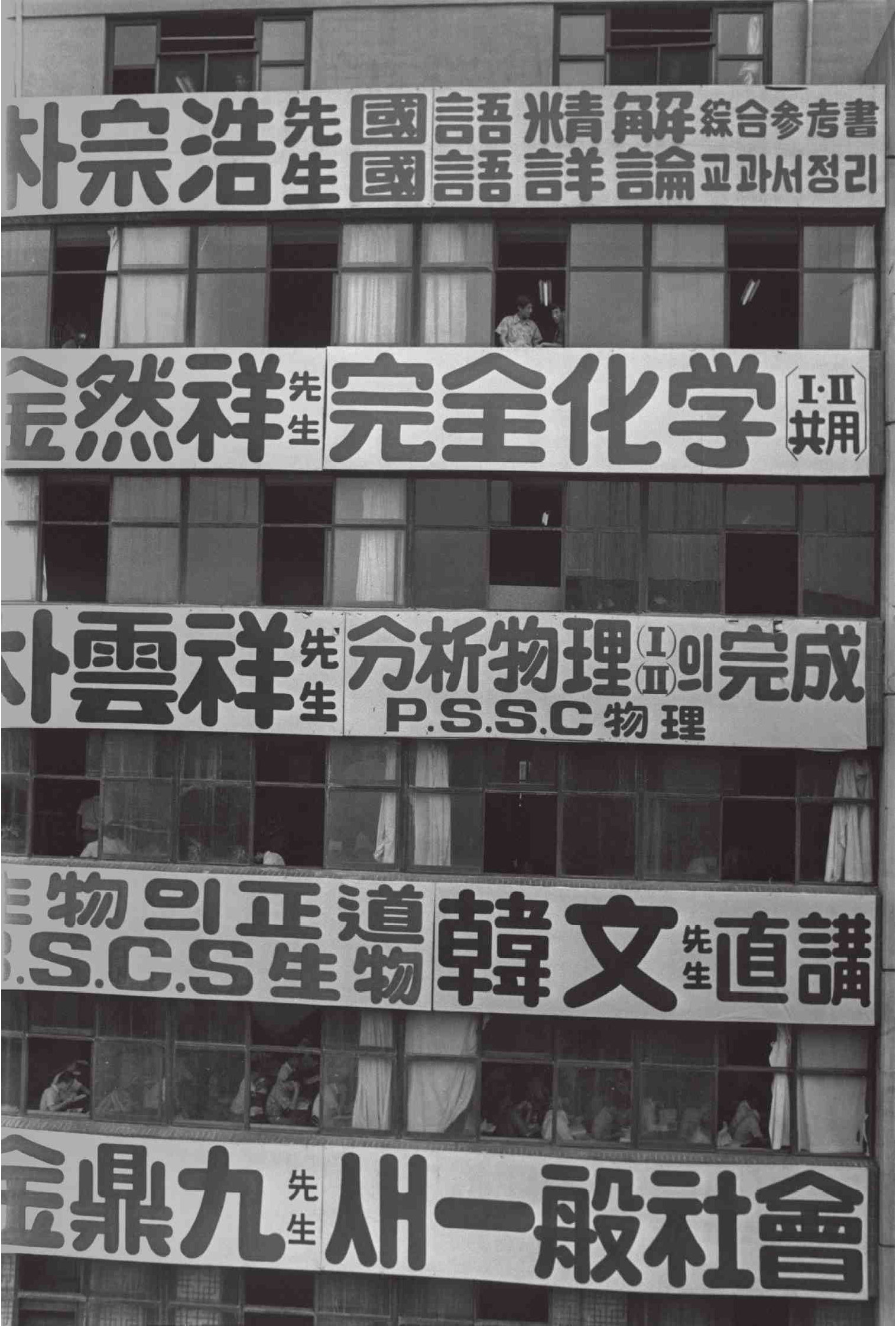
1971年首尔钟路区的学院招牌

1885年，亚篇薛罗开设培材学堂，以此掩护当时在韩国属于违法的传教活动。许多人到培材学堂学英语，尽管亚篇薛罗的主要目的是传教。
1980年，时任韩国总统全斗焕认为私人辅导班（과외）加重了穷人的负担，无助于推广社会平等，下令禁止，将上辅导班的行为列作非法。之后几年，政府陆续放宽政策，允许开设辅导班，从此越来越多人及组织提供私人教育，最终相关禁令于1990年代被裁定违宪。
李明博政府時期，當局为了减轻学院带来的经济负担，鼓励学生休息，要求学院在晚上10点必須關門。政府官员定期在各地区进行巡逻，打击非法開班。此外李明博政府還限制學院過高收費。不過韩国法院裁定政府限制私人学院收费金额违宪。2008年初，首尔政府收紧允许私人学院自行设定上课时间的法规。然而仅过了五天，政府就收回政策，原因在于市议会認為缺乏规管机构以及实行政策的资源。除了上述限制，政府还要求向私人学院公开收费金额，好让家长投诉打算涨价的学院。若存在虚假宣传，学院的运营执照会被吊销。另外，学院需要开具现金收据。2009年7月，政府启动奖励计划，鼓励大家举报存在不当行为的私人学院。这些政策的目的是减少私人学院的费用。然而，部分学院会增加周末的课时，以弥补工作日较少的课时。也有家长找私教教小孩。2009年，据报有67%的学院收取过高费用。
2008年3月，政府禁止学校老师给私人学院出试卷。消息指部分老师向学院泄露考试卷和考试问题，让学院学生在学校考试中获得优势。
2009年10月，有家长、老师、学生和私人学院老板向法院提出上诉，挑战首尔、釜山政府规定学院关门时间。两市的限制措施于2009年夏季施行。法院在裁决中表示，学院提前关门是出于克服疲劳及身体发育目的，确保高中生有充足睡眠很重要，所以很难说禁令过度限制了基本人权。”
截至2010年4月，2.5万家学院在首尔教育局登记，其中6000家位于富人区江南区。消息指首尔以外的地方议会决定不实施晚上10点强制关门的措施。即使有强制关门时间，首尔部分私人学院会想方设法躲避。

## 影響
過度補習令學生壓力大，使得學生自殺率高發。由於韓國國內日趨激烈的教育競爭，迫使部份學生轉到海外升學、甚至留在海外工作或定居。

### 对房地产的影响
私人学院数量高于其他地区，已经成为江南区房地产价格上涨的首要原因，尤其是大峙洞。而在1970年代，首尔政府就已安排部分名校搬到当地。许多居民认为他们的孩子必须上这些学校，这样才能跻身名企，大获成功。为了让孩子上名校，越来越多家长搬到当地，使得当地房价是首尔同类地区的三倍。2003年，首尔政府计划在板橋新都市开设私人学院中心，以缓解江南区的压力，但被外界批评转移矛盾，而不是在实质上解决问题，最终在几个星期后取消计划。

## 英语教学
早在1883年，韩国就有人聘请英语母语者教英语，满足大众需求。托马斯·哈利法克斯（Thomas Hallifax）成为政府学堂同文學聘请的第一位教师。由于偏向让英语母语者教英语，韩国许多私人学院会请英语国家的人上课。这类学院不单开设英语课程，还会开设其他课程。外国人若要从事英语教学，必须满足几个条件：系澳大利亚、加拿大、爱尔兰、新西兰、南非、英国或美国的公民、有国家级别的无犯罪记录、在上述任一国家获得学士学位。外国人签订一年期合约，会获得月薪、往返原籍国机票等报酬，一般还会获得与签约时长同等时效的免费公寓或住房津贴，乃至退休金及合约到期时多一个月的“遣散费”。
外籍教师对私人学院的看法不一。部分人抱怨住房质量差，没有薪资，与学校产生分歧，以及在合约第11个月就被解雇，没拿到遣散费，不过也有教师觉得他们供职的学院没有什么大问题。有人提议为私人学院设立黑名单及白名单，但也有意见认为设立清单也不一定有效。
私人学院则抱怨寻找真正合资格的老师有难度。2005年，首个私人学院外教工会成立。

## 海外
一些英语国家也有私人学院的身影。在北美，75%的韩语补习班与教会有联系。截至2006年，在美国韩国学校协会（Korean School Association of America）登记的私人学院中，有75%以上隶属于韩国教会。这些学院有世俗及非世俗之分。日裔社群的補習校和华裔社群的补习班与这些私人学院类似。到2010年，每年有5万个韩裔美国人就读于传统韩国学校。
1903年首批韩国人移民美国后，一大批韩国学校在夏威夷生根。现今美国的韩国补习学校则在1970年代出现，当时属于周末学校，旨保存韩裔学生的韩裔美国人身份。这些学校教授韩语，让韩裔美国人的子女同化，也提供课后辅导服务。到1980年末，大约500家学校登记在KSAA。从1990年代开始，部分韩国学校开始像韩国本土的补习班那样，提供学科类辅导课程。
博士论文《韩国传统语言学校的白人至上主义、种族化及文化政治》的作者姜熙龙（Kang Hee-Ryong）认为韩国传统学校“不仅仅是对抗种族化势力的反霸权手段”，还是不同代韩裔美国人之间的“妥协产物”。